# Новопавловка (Зайцевское)
Новопавловка (на руски: Новопа́вловка) е село в Кантемировски район на Воронежка област на Русия.
Влиза в състава на селището от селски тип Зайцевское.
В селото има търговски център, селскостопанско предприятие.
През 2015 г. наблизо започва строителството на железопътната линия Журавка – Милерово, в обход на Украйна.

## География

### Улици
- ул. Мира,
- ул. Подгорная,
- ул. Совхозная.

## Население
| 2010 |
| ---- |
| 390  |